# Grus (geología)

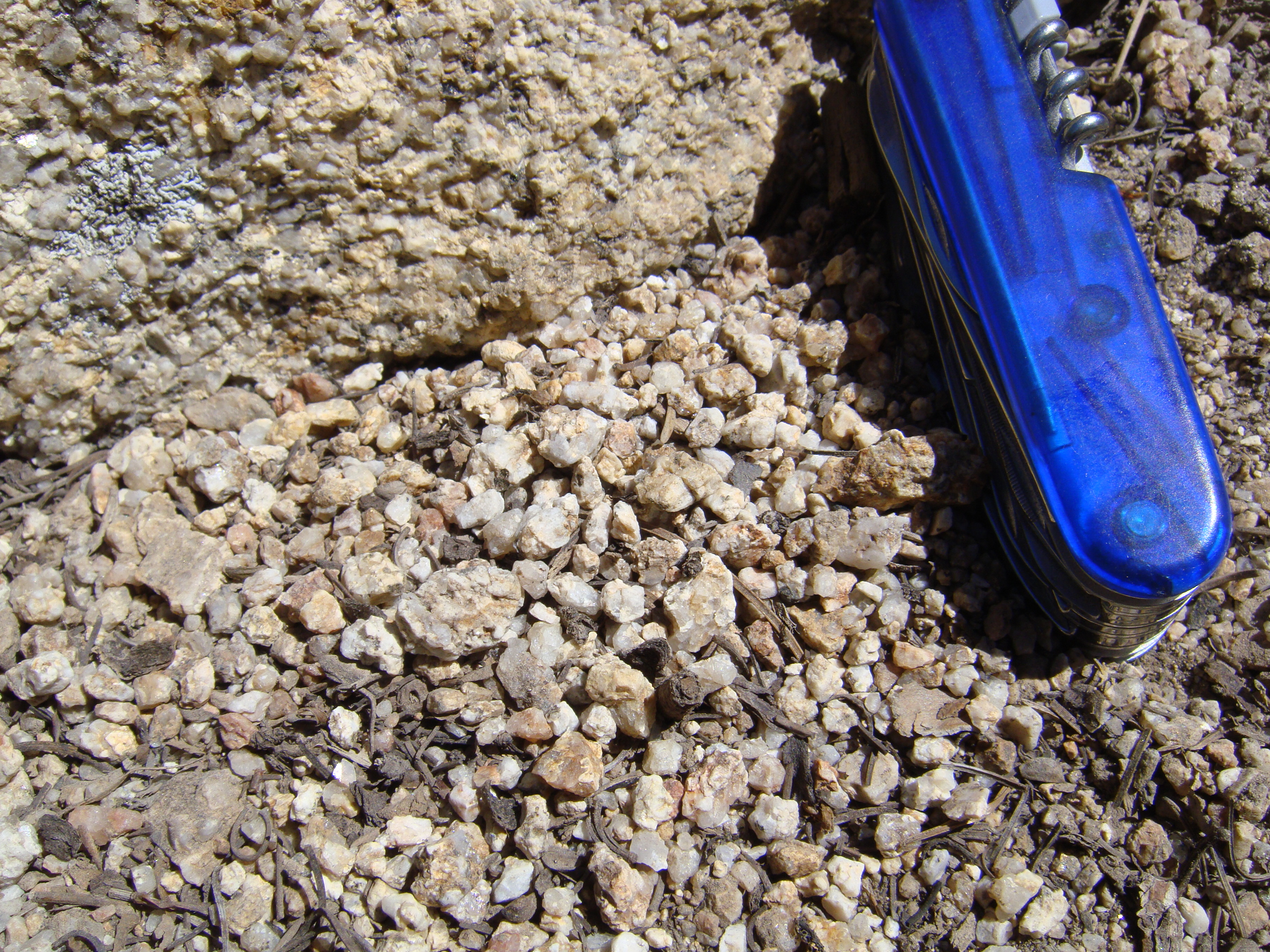
Grus, derivado de granitoide meteorizado.

Grus, lehm granítico, regolito granítico o arena granítica, es una acumulación de fragmentos angulosos, de grano grueso (partículas de arena y grava) resultantes de la desintegración granular por procesos químicos y de la meteorización mecánica de rocas cristalinas (sobre todo granitoides) generalmente en regiones áridas o semiáridas. Cuando la arena de grus cementa lo hace en una arenisca, más concretamente en una arcosa.
El material compactado es muy vulnerable a la erosión por agua.